# 赞美礼堂
赞美礼堂（CHIJMES Hall）即原圣婴修女院小堂（Convent of the Holy Infant Jesus Chapel）位于新加坡赞美广场（CHIJMES）建筑群。这座原来的小圣堂是由 Charles Benedict Nain神父设计，现在是一个礼堂用作婚礼和公司活动场地。

## 历史
新加坡第一个圣婴修女院小圣堂建造并祝圣于1855年。后来该堂年久失修，修女们只能在古德威尔屋（Caldwell House）望弥撒。她们通过各种方法筹集捐款，用于建造新的小堂。
1898年，圣伯多禄圣保禄堂的Charles Benedict Nain 神父, 也是一位建筑师，他为修女院设计了这座哥特复兴式建筑。Swan and Maclaren建筑公司完成了小堂的建造。小堂的花窗玻璃从比利时布鲁日进口于1904年。
小堂的入口处，是五层的钟楼，带飞扶壁。小堂的648个柱头，以及走廊都装饰以热带植物和鸟类。
新的圣婴修女院小堂于1903年建成，1904年6月11日祝圣。同一年在小堂前面添加了门柱。
1983年，新加坡政府收购了修道院的土地。小堂的最后一场弥撒在1983年11月3日举行，此后就不再用于宗教用途。
市区重建局于1990年3月出售土地，1990年10月26日，圣婴修女院小堂和古德威尔屋成为新加坡国家古迹，而且整个建筑群都被指定为保护区，规定了较高的修复标准和严格的使用准则，以为了保护保留建筑的氛围。几座保留建筑：圣婴修女院小堂、古德威尔屋以及旧学校大楼在1991年进行了大规模的修复，于1996年重新开放，建筑群称为赞美广场。此后，原小堂改名为“赞美礼堂”（CHIJMES Hall），用作婚礼场地等用途。

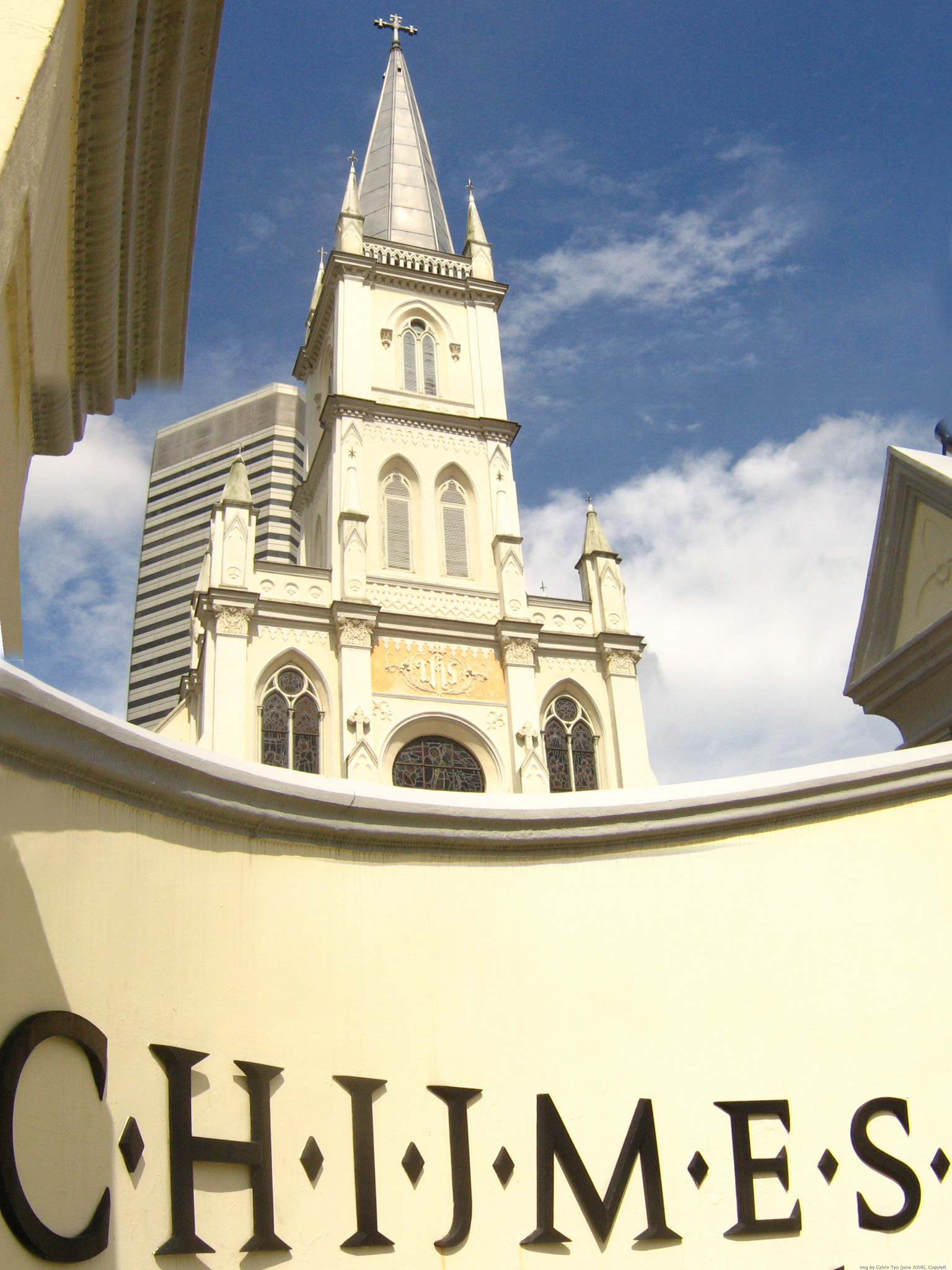
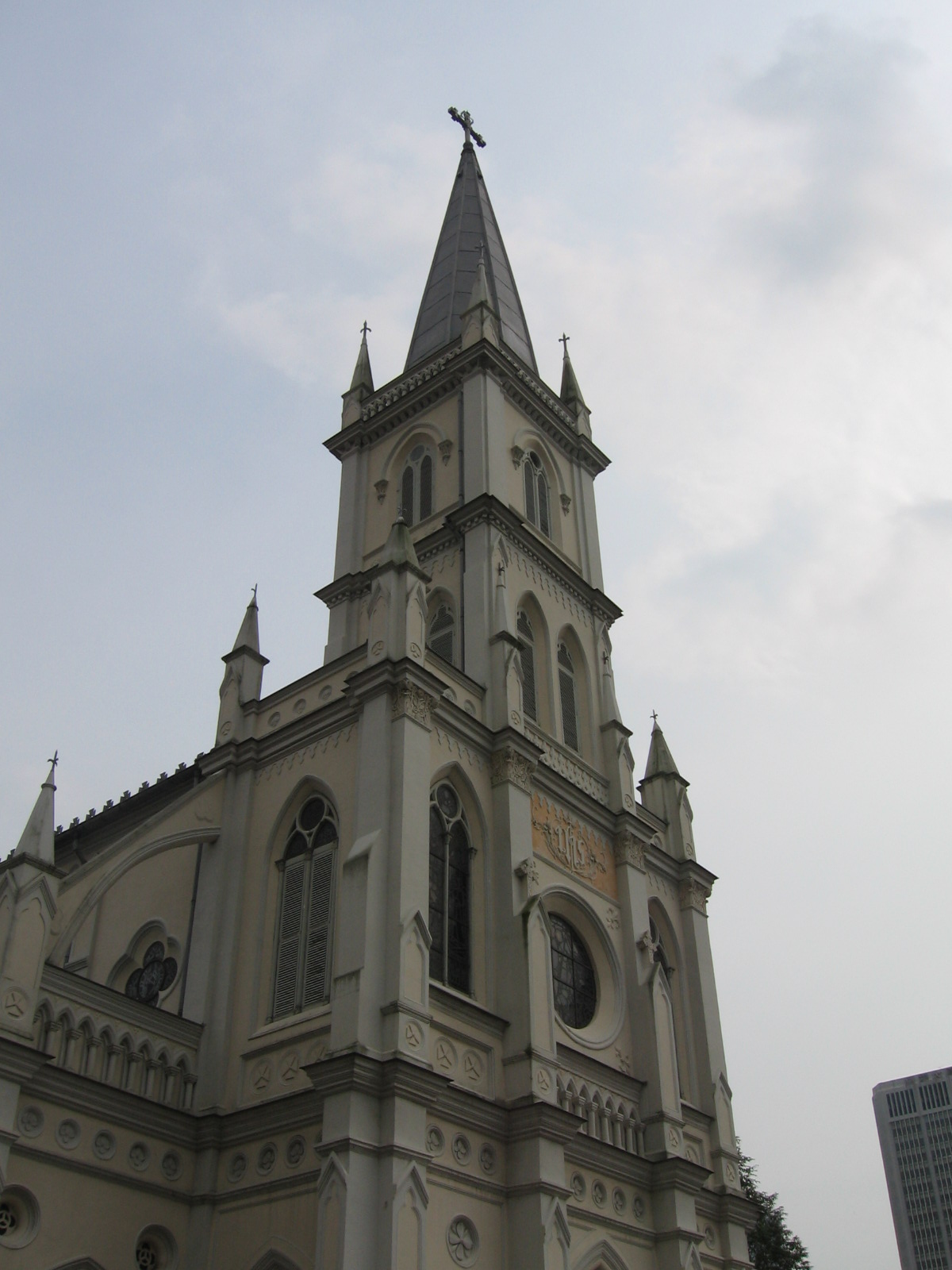
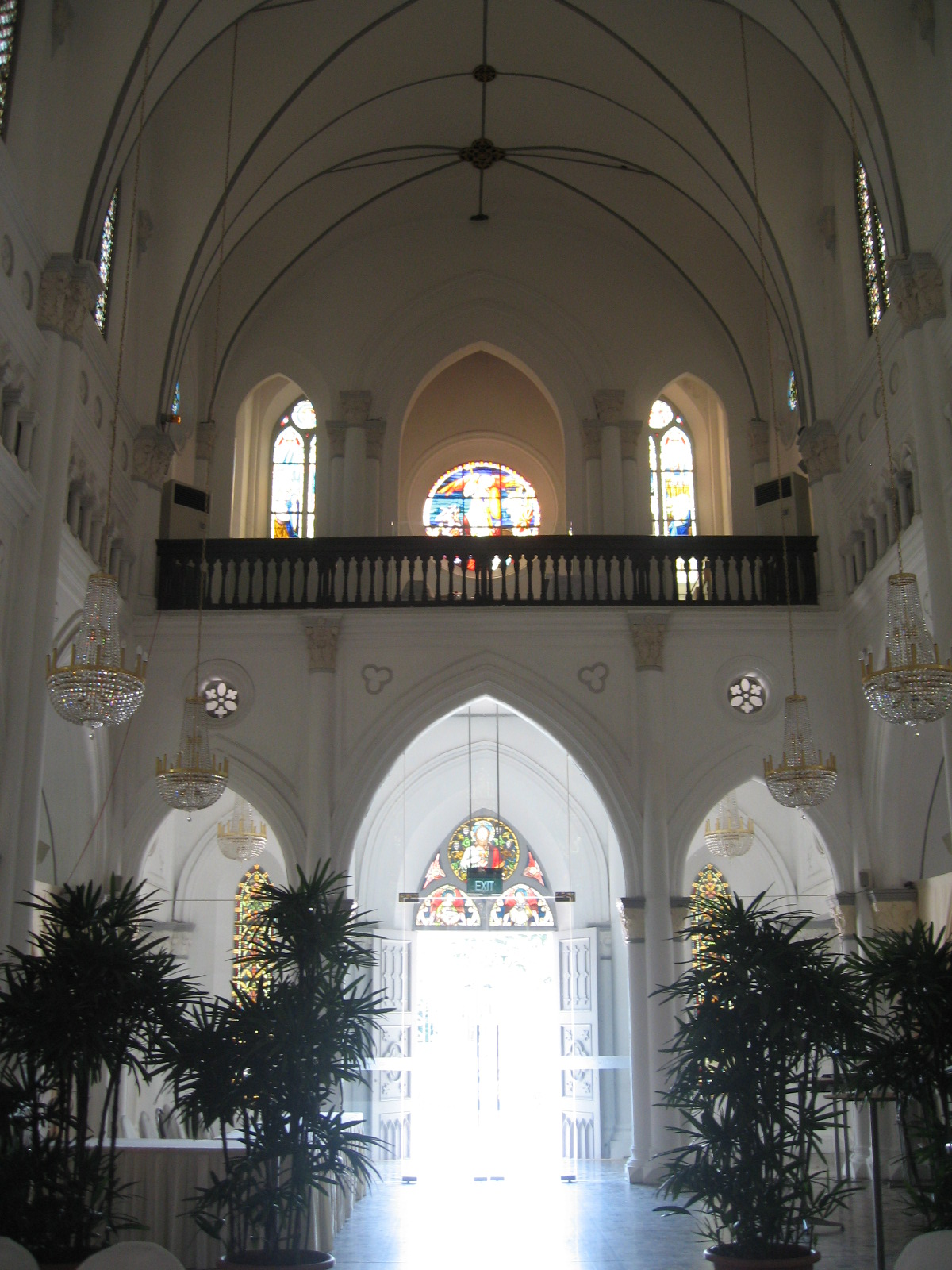
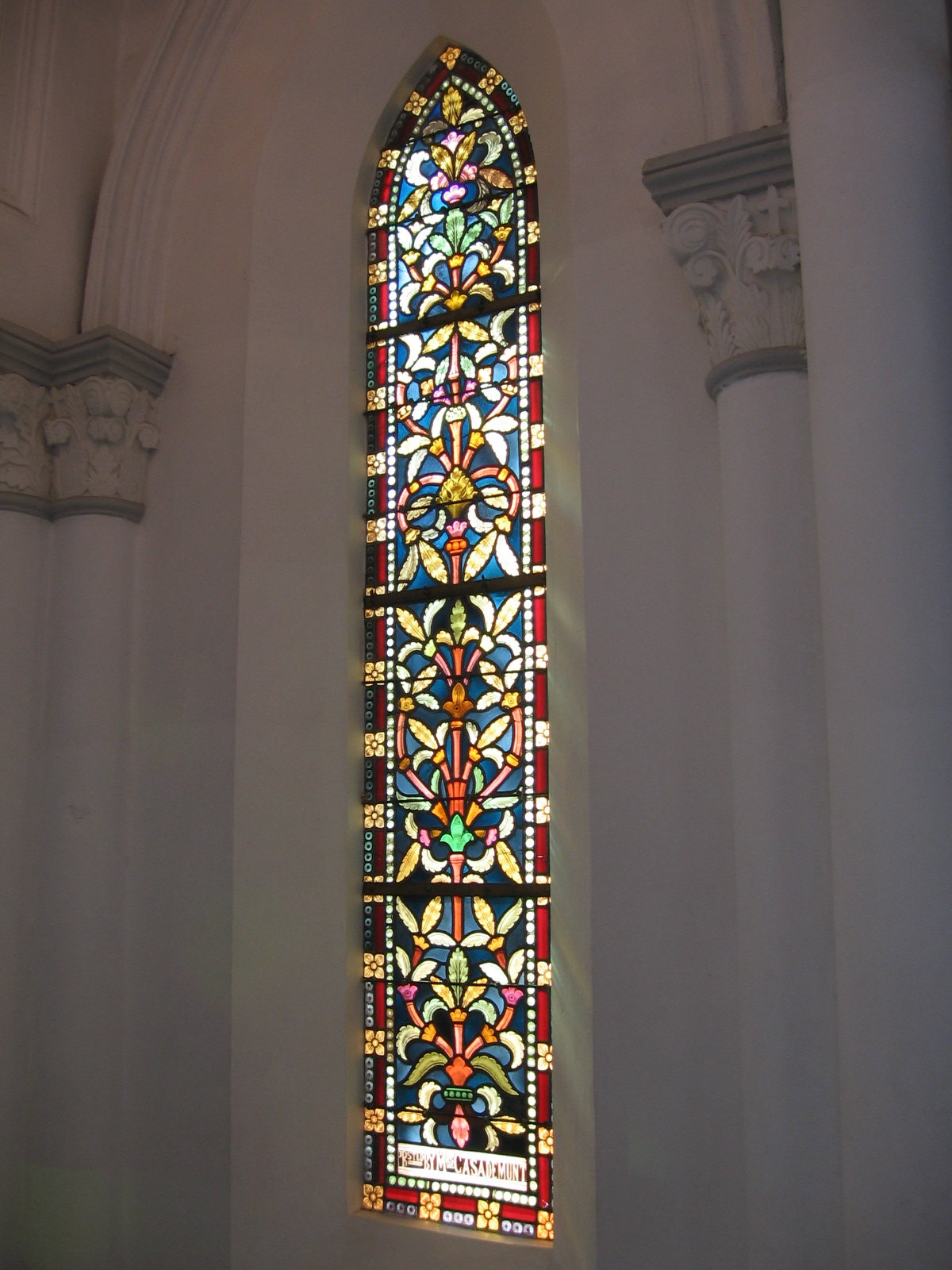
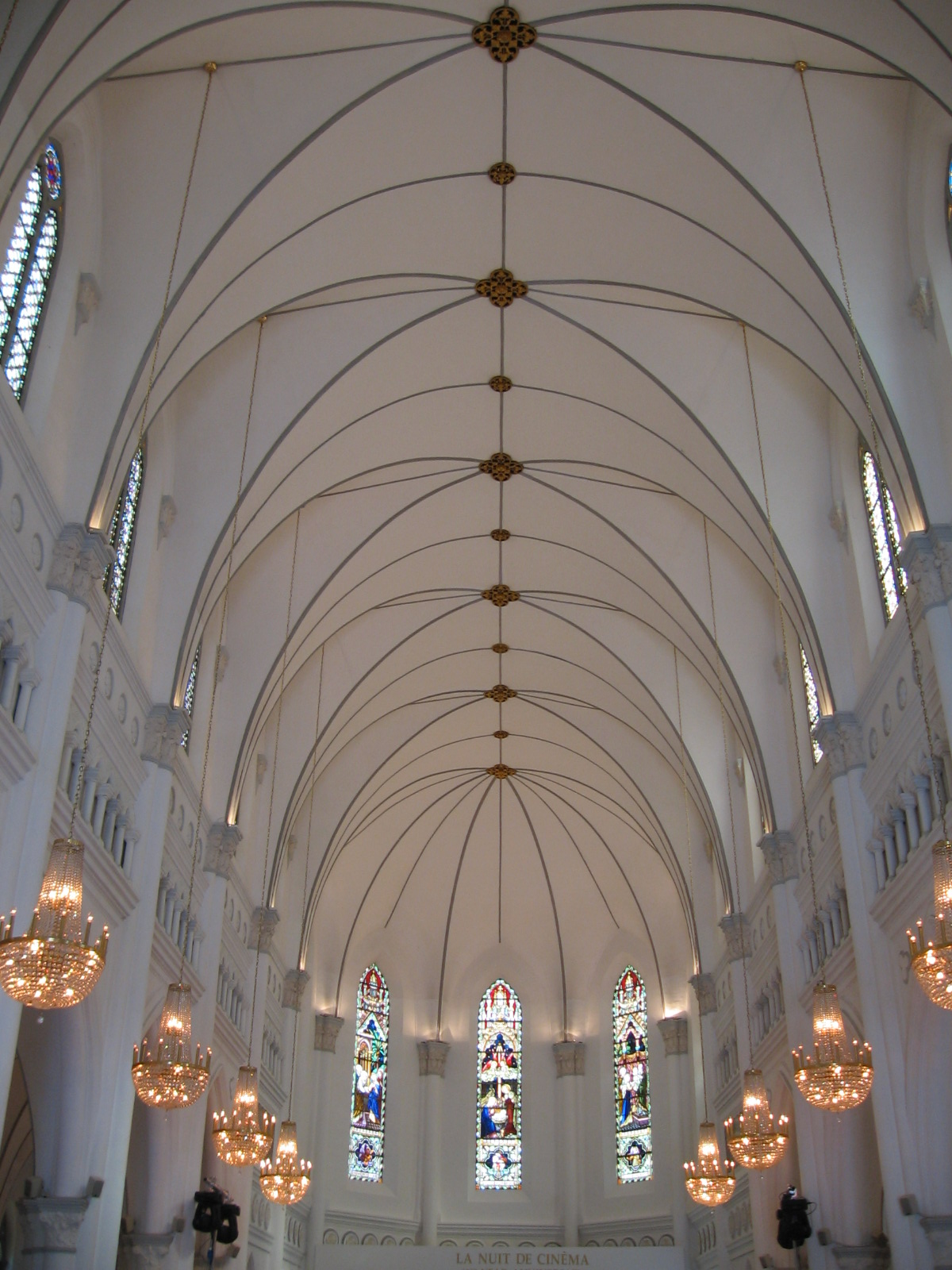
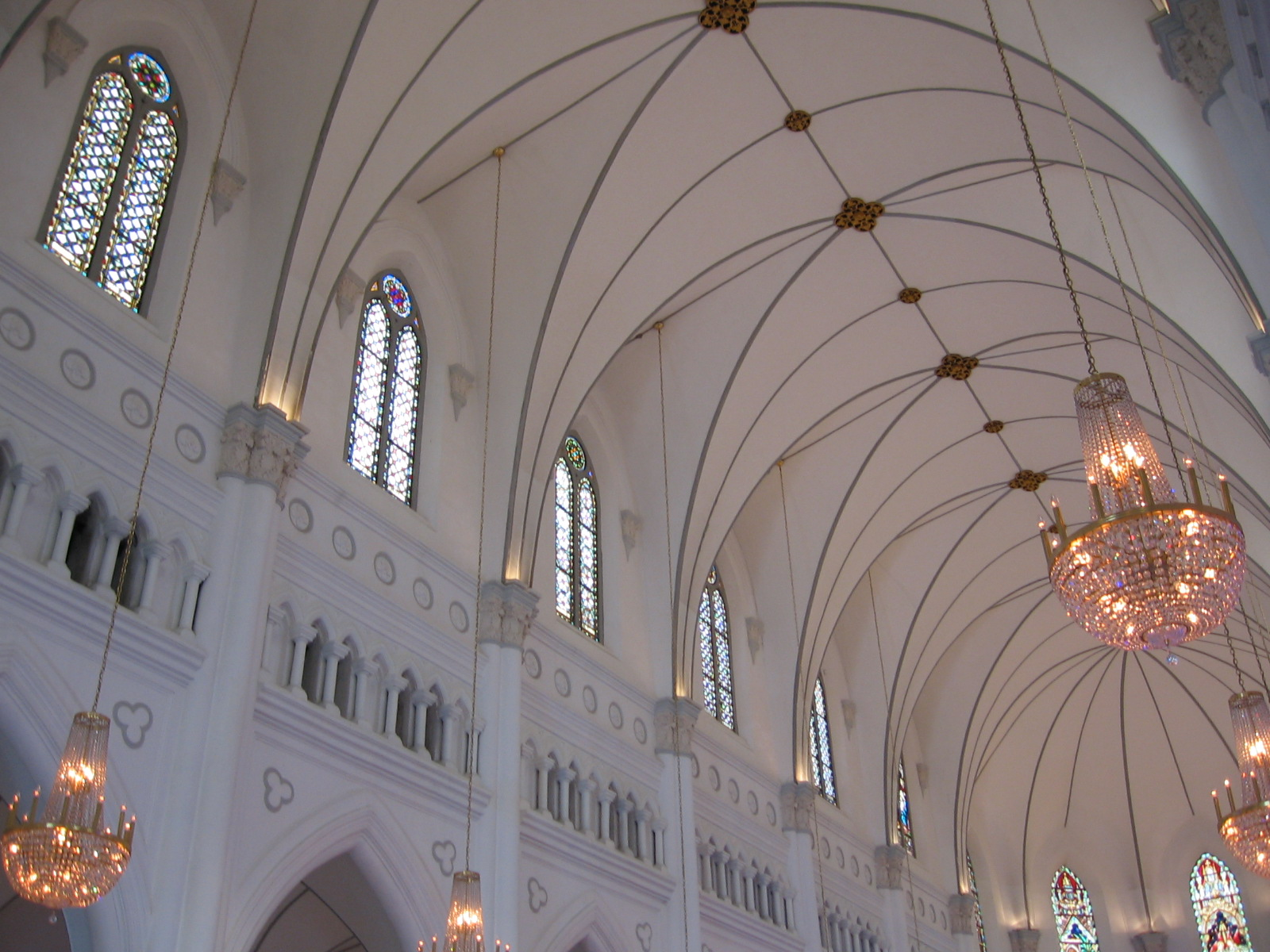
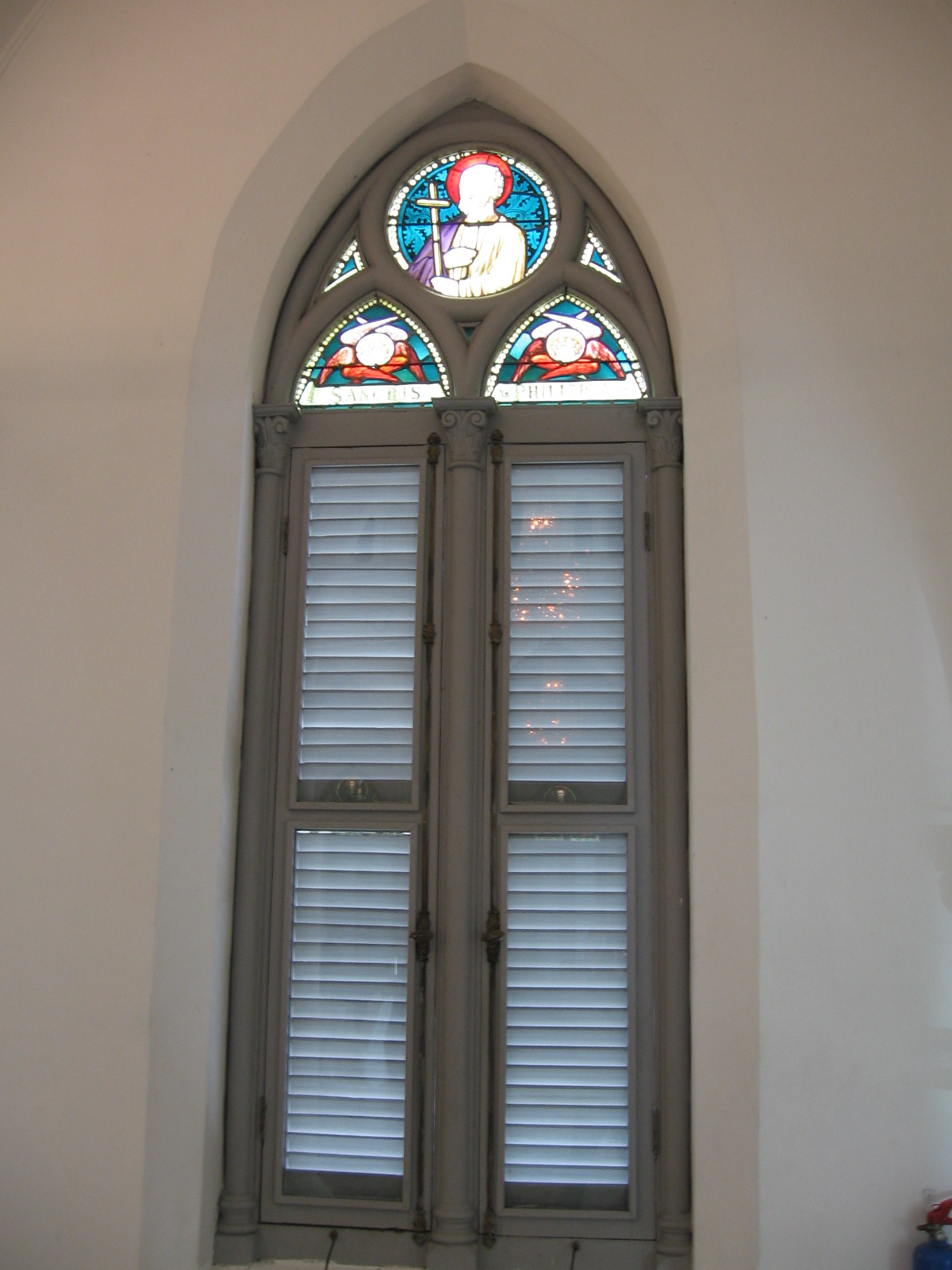
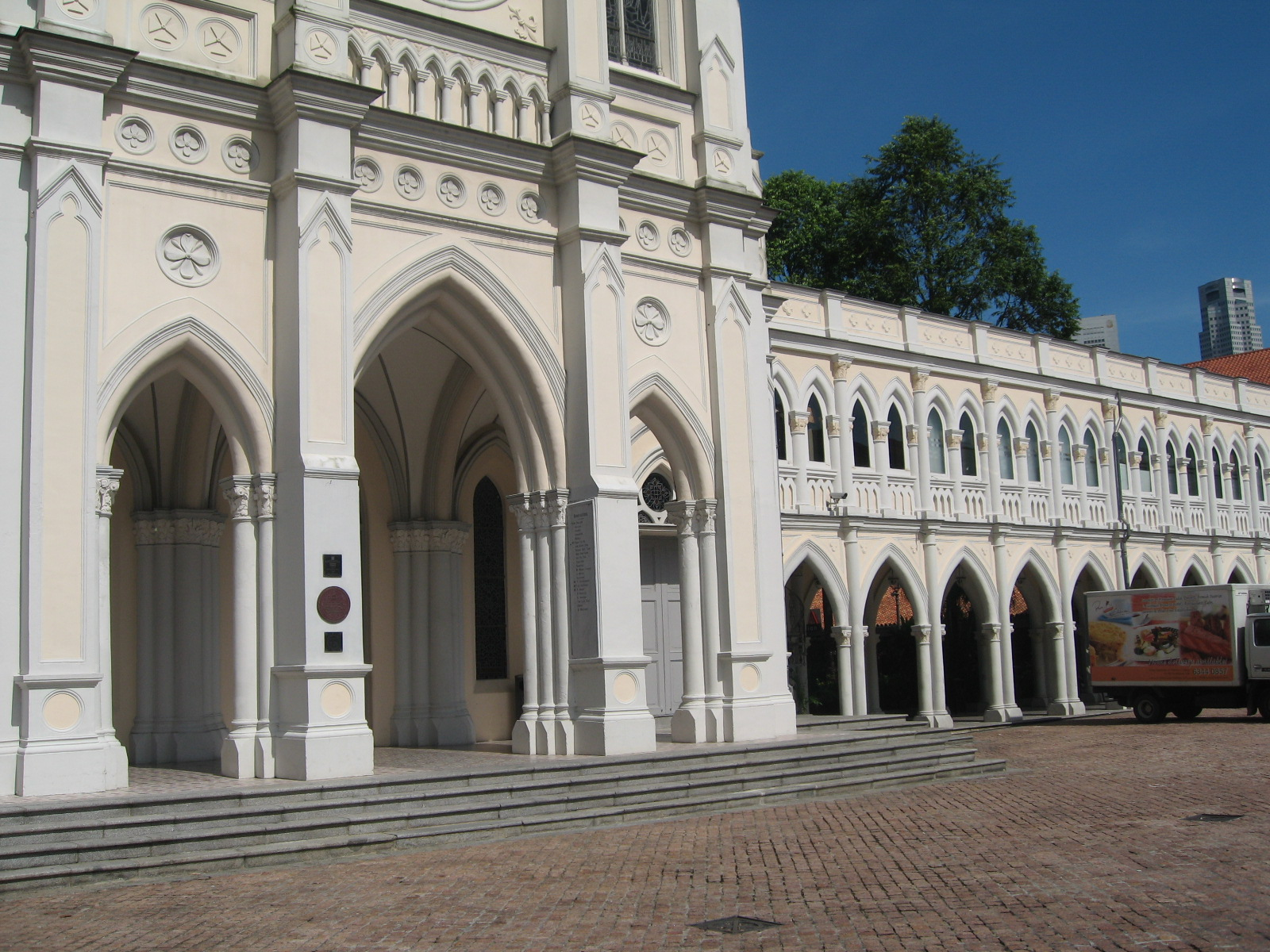
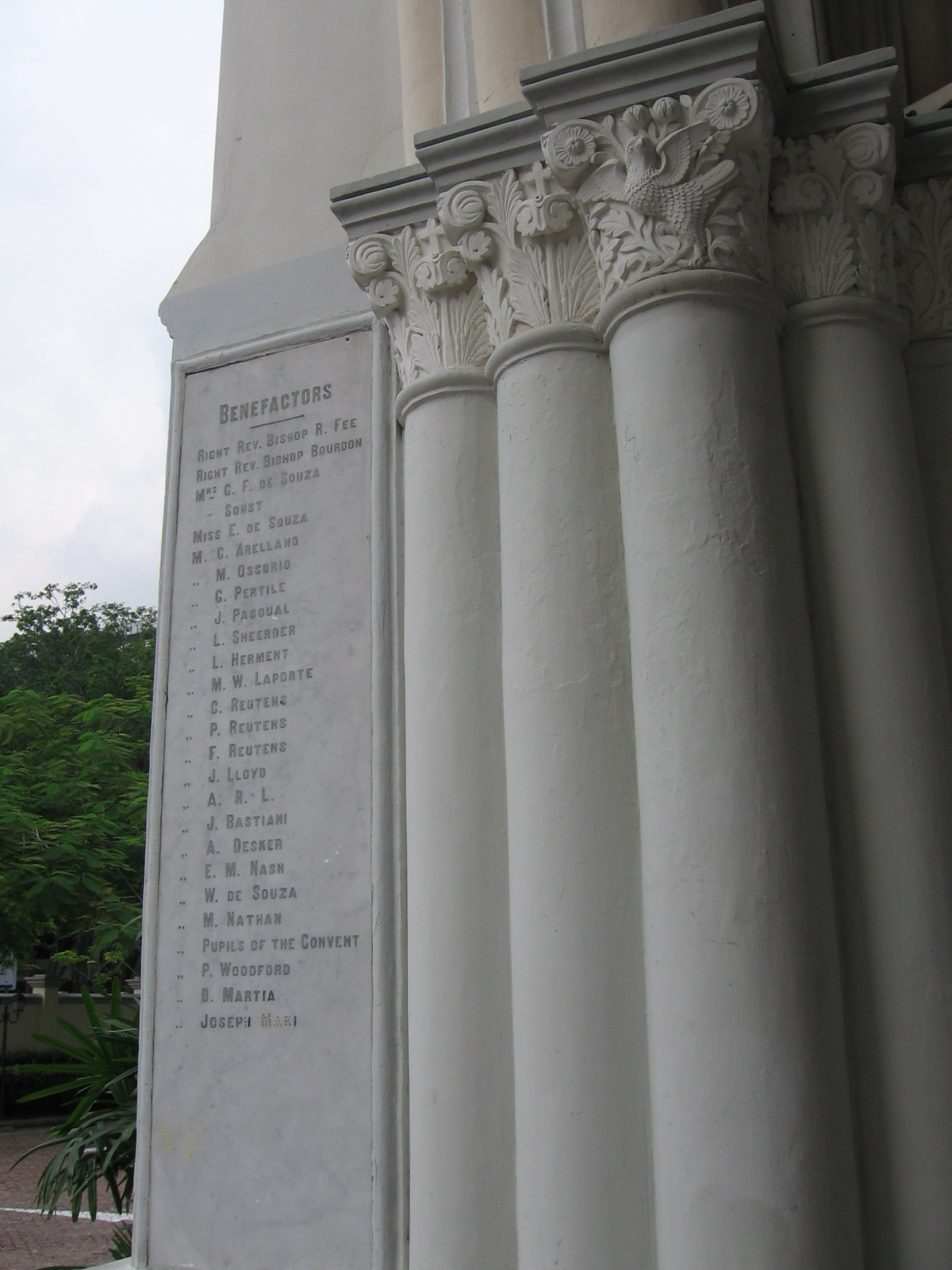
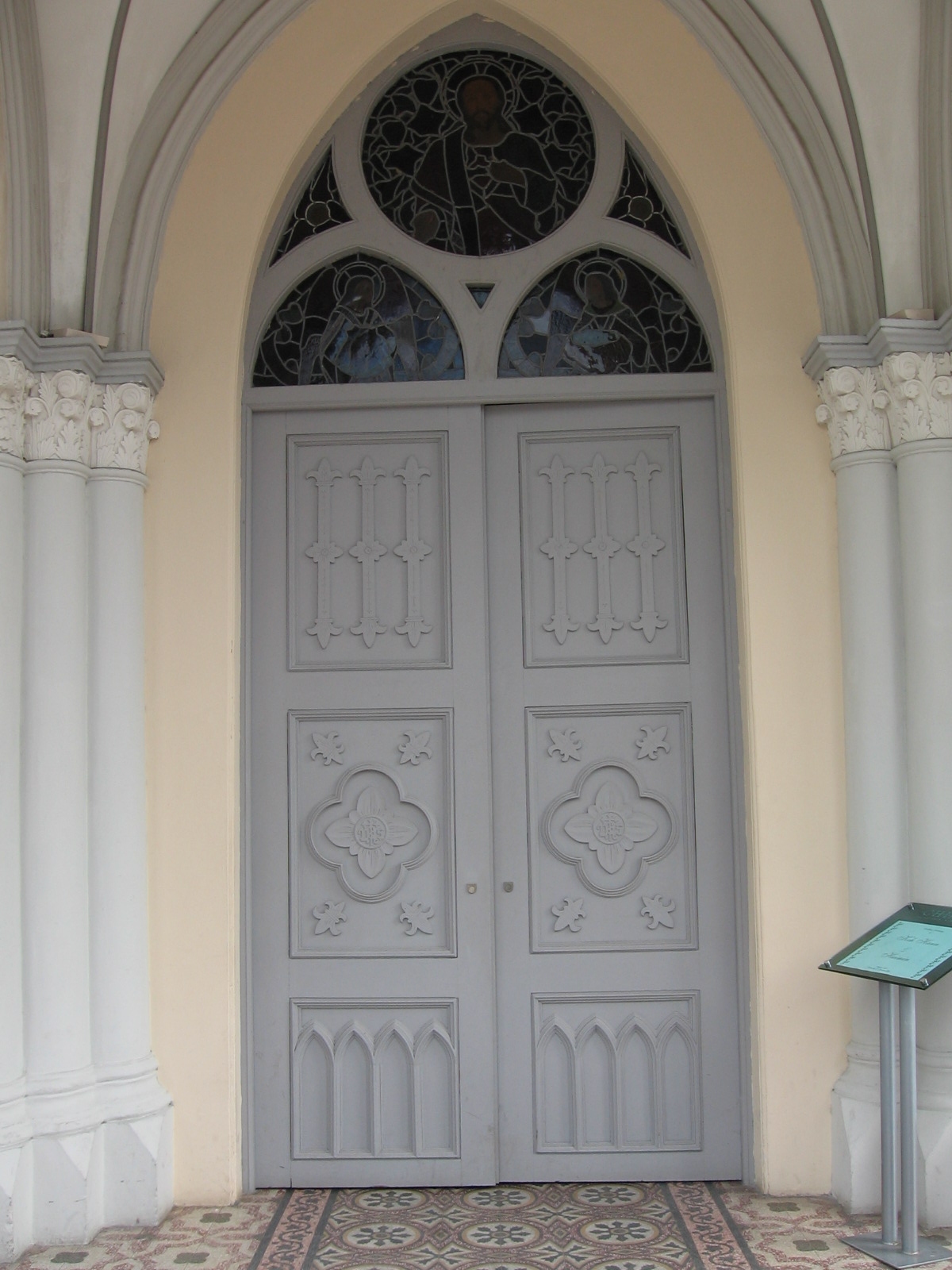
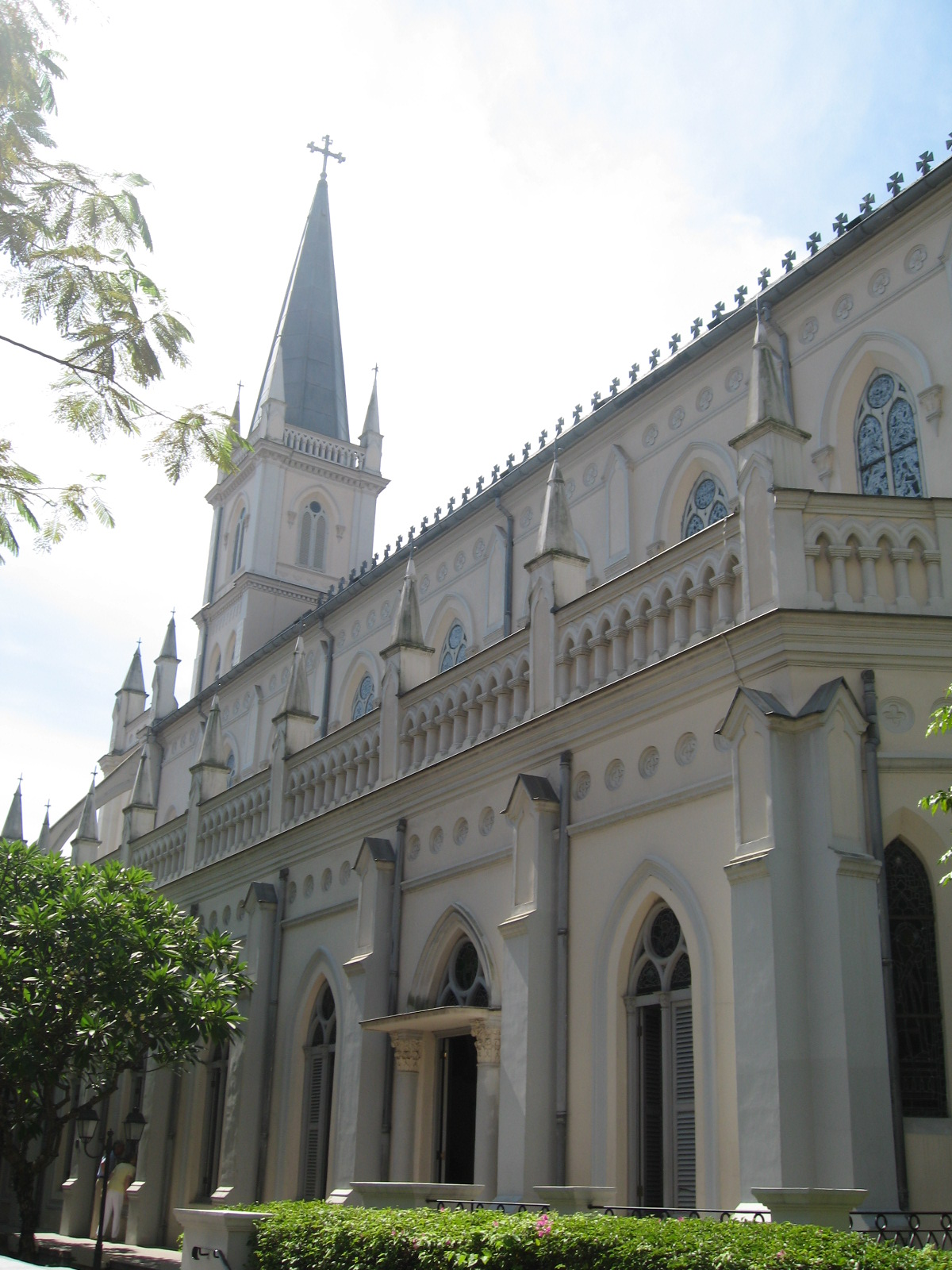
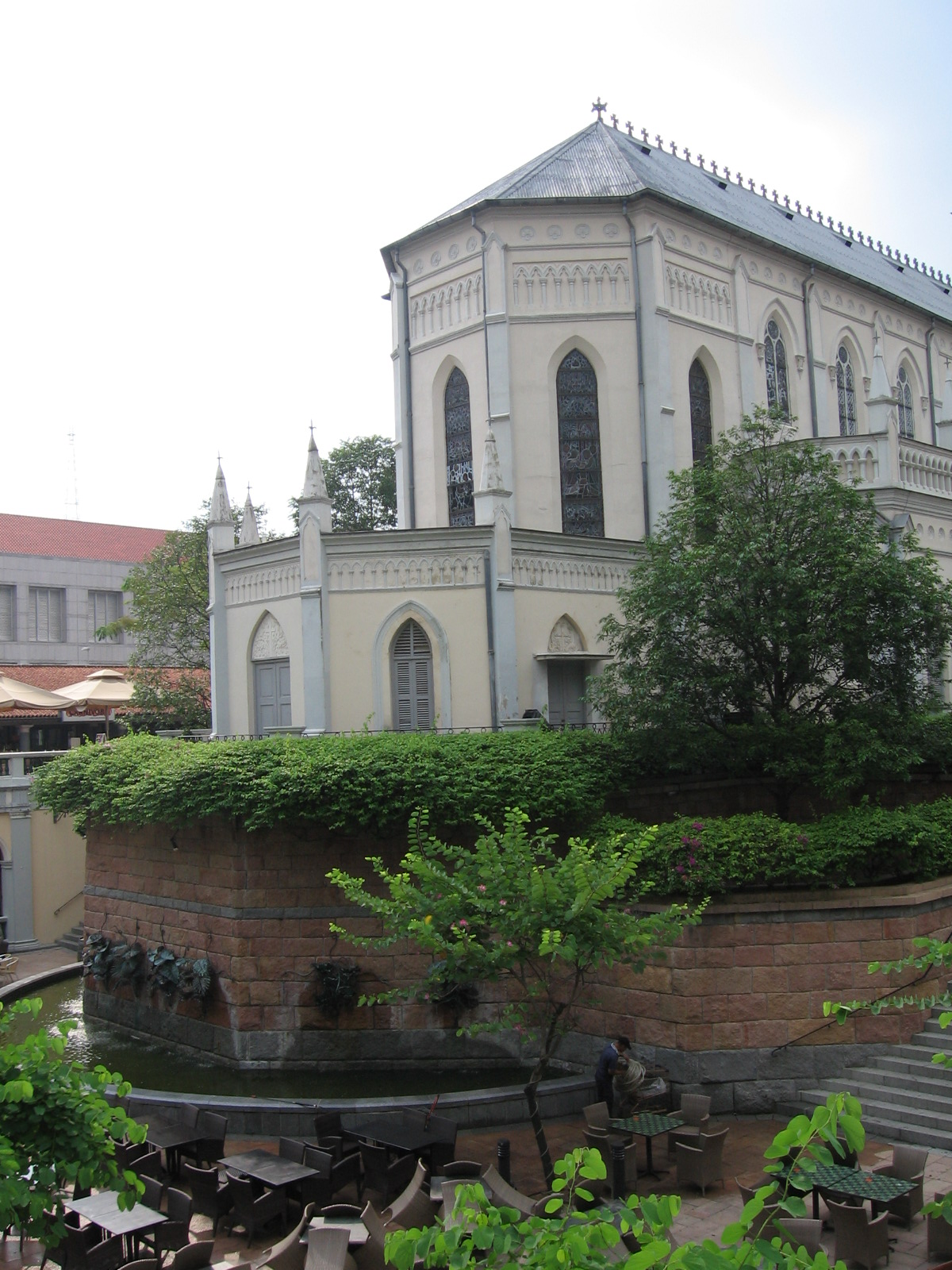
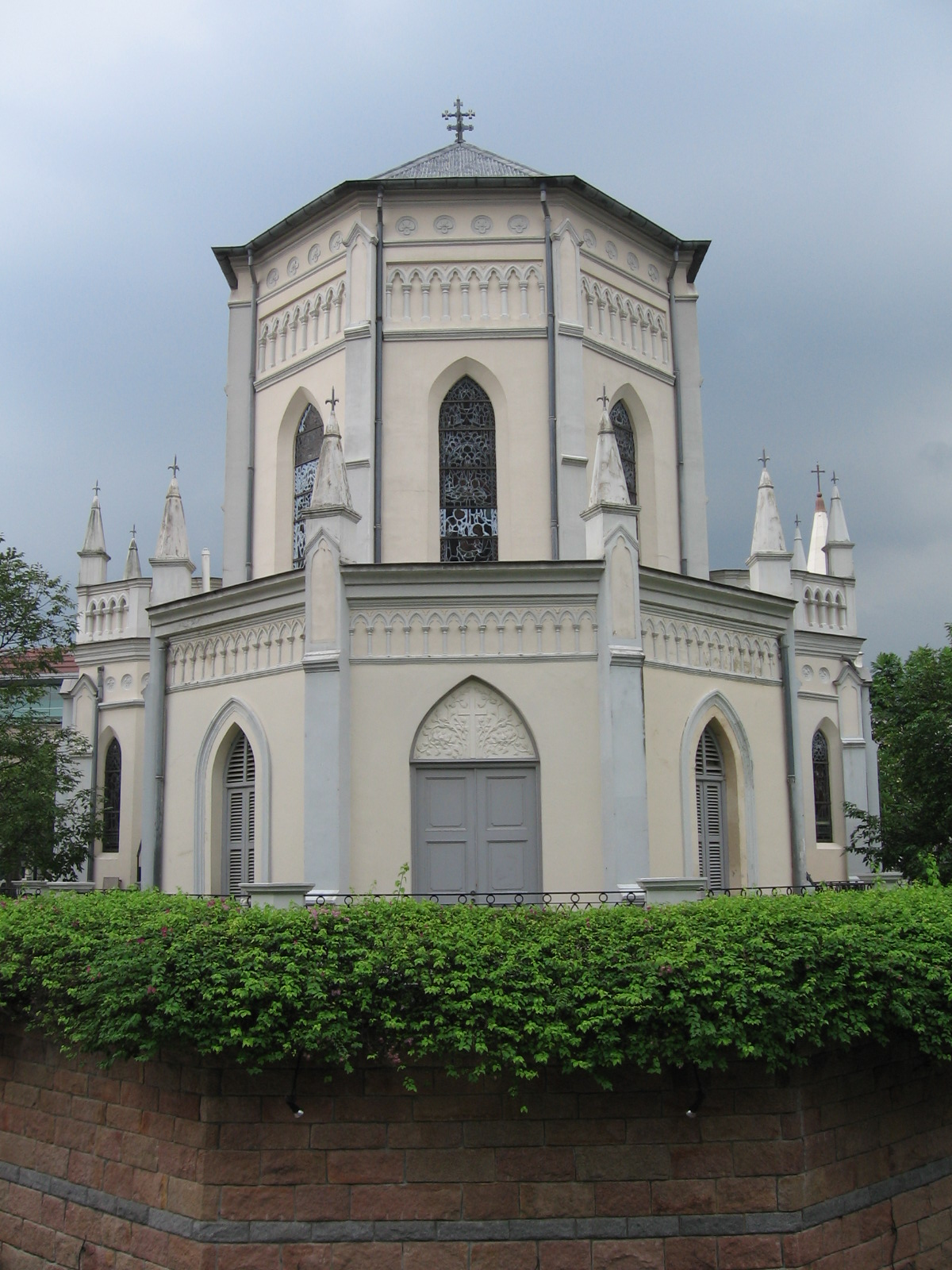
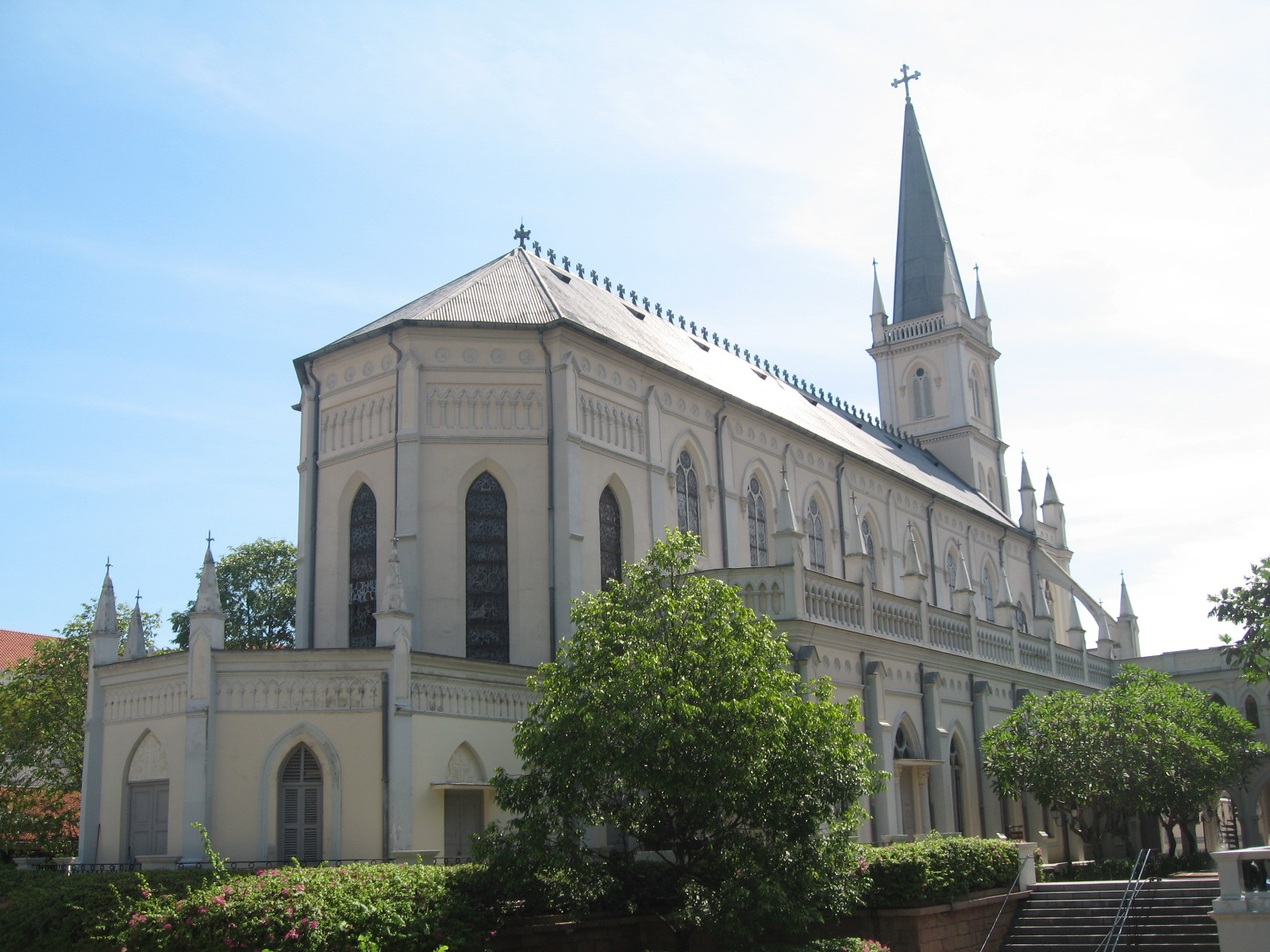
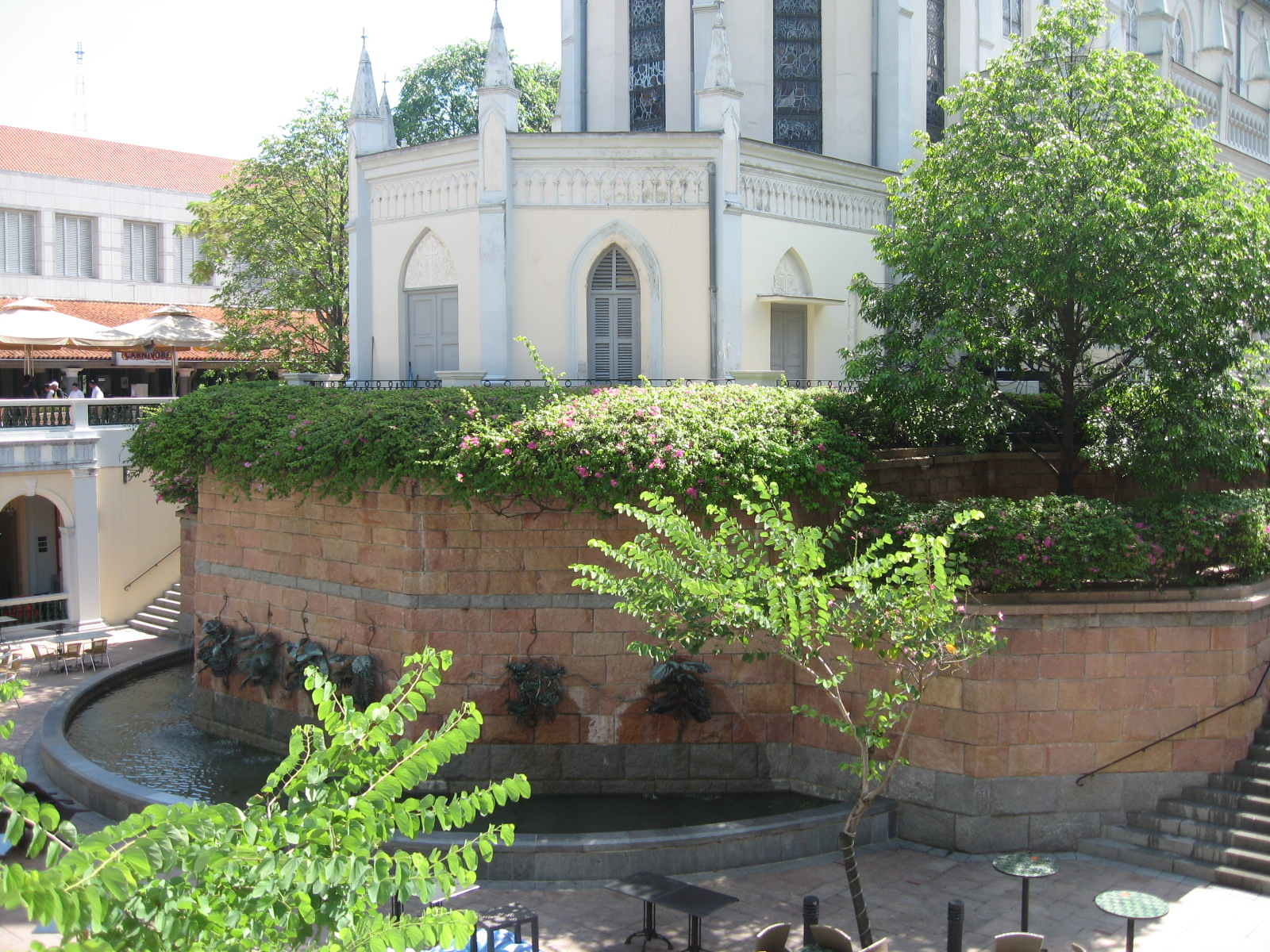
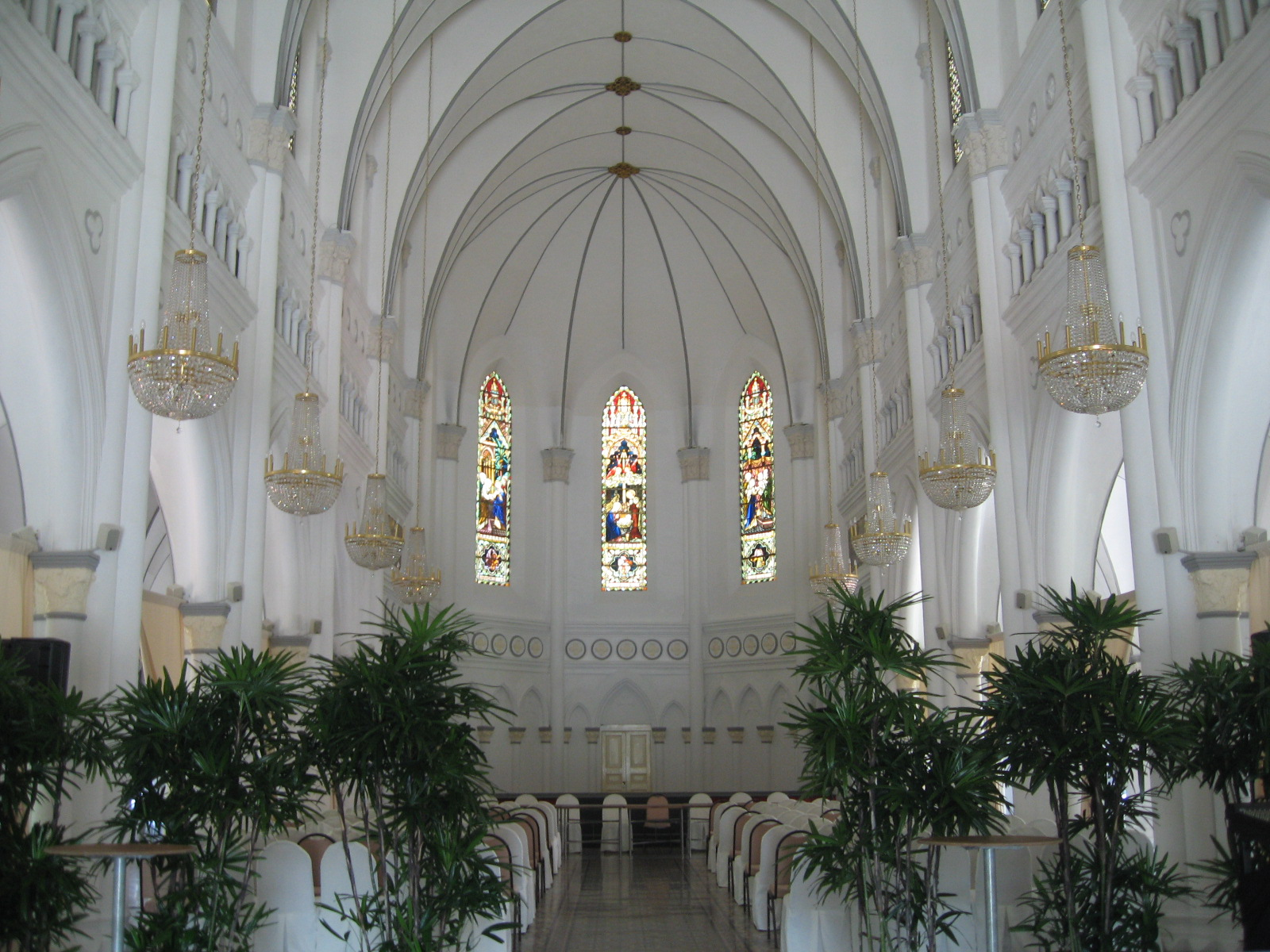
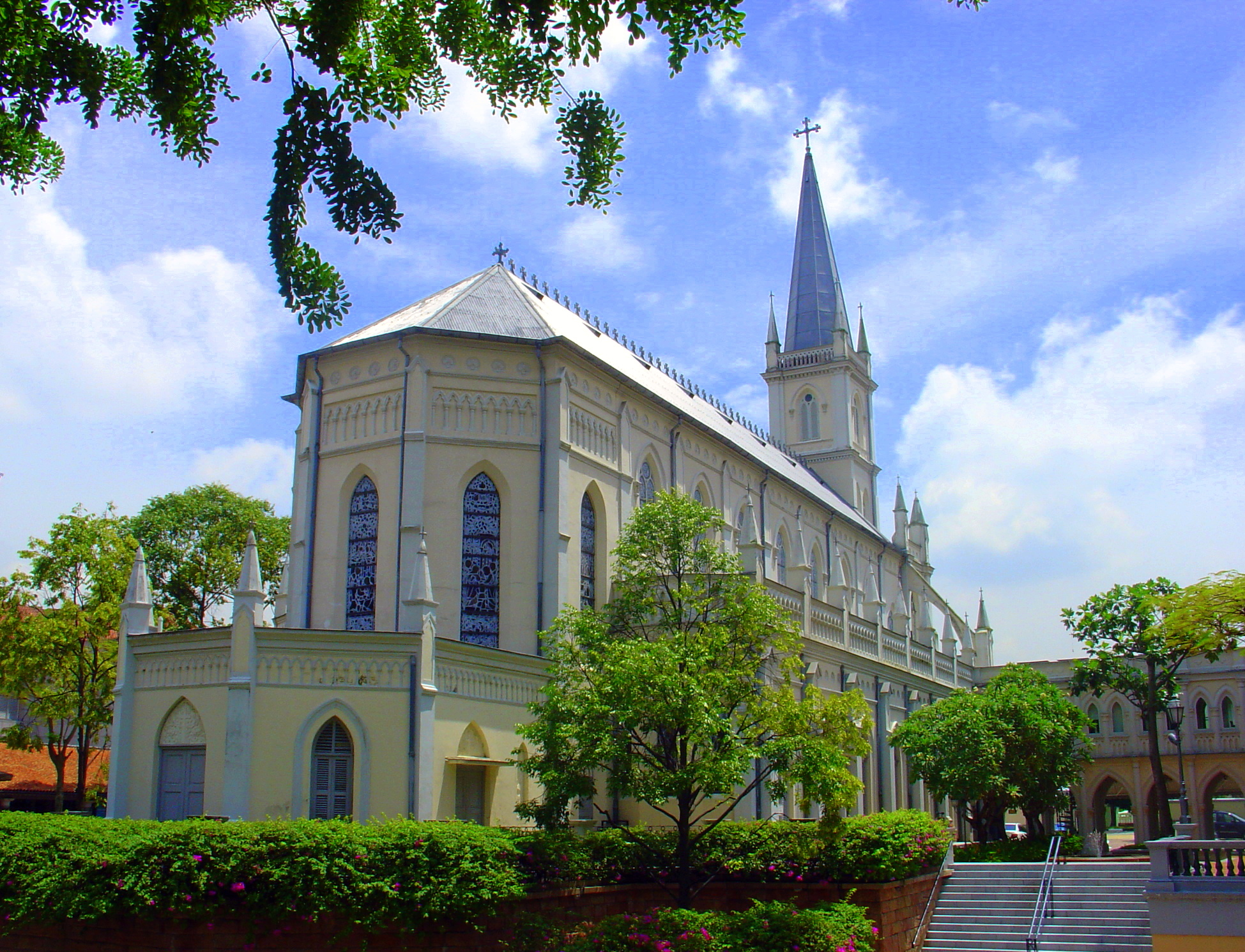
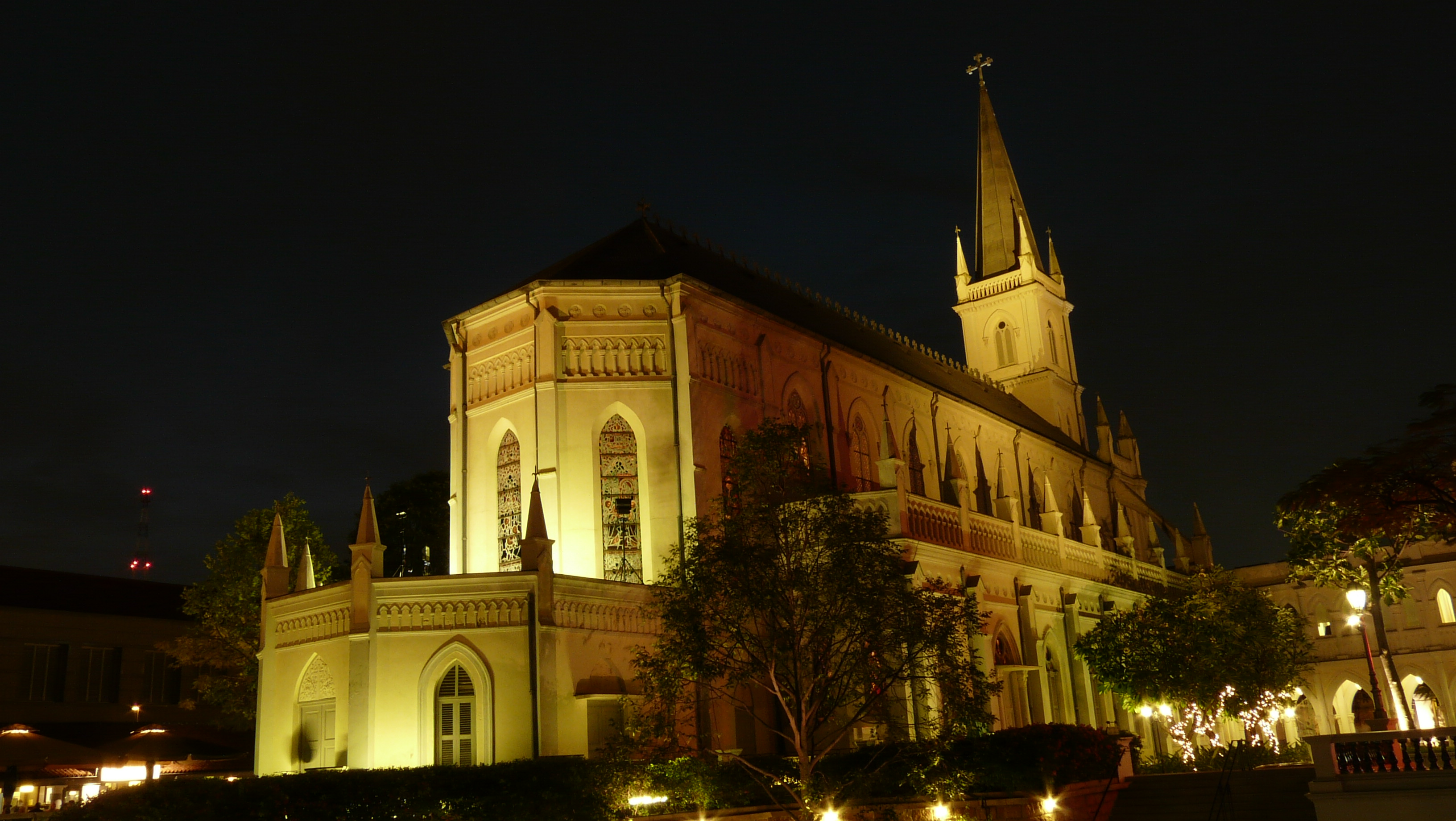

电影 《瘋狂亞洲富豪》的婚礼场面在此处拍摄。